# Colegiales Concordia
Club Atlético Colegiales de Concordia – argentyński klub piłkarski z siedzibą w mieście Concordia leżącym w prowincji Entre Ríos.

## Historia
Klub Colegiales założony został 21 września 1940 roku. Po dobrej grze w sezonie 2006/07 w piątej lidze argentyńskiej (Torneo Argentino C) klub w sezonie 2007/08 znalazł się w czwartej lidze (Torneo Argentino B).